# ریچی ری
ریچی ری (انگلیسی: Richie Ray؛ زادهٔ ۱۵ فوریهٔ ۱۹۴۵) یک موسیقی‌دان اهل ایالات متحده آمریکا است. وی از سال ۱۹۶۵ میلادی تاکنون مشغول فعالیت بوده‌است.